# Changes Two
Changes Two è un album di Charles Mingus pubblicato nel 1975.

## Tracce
Tutti brani sono stati composti da Mingus tranne quelli dove indicato diversamente.
1. Free Cell Block F, 'Tis Nazi U.S.A. – 6:56
2. Orange Was the Color of Her Dress, Then Silk Blue – 17:32
3. Black Bats and Poles (Jack Walrath) – 6:22
4. Duke Ellington's Sound of Love – 4:15
5. For Harry Carney (Sy Johnson) – 7:59

## Formazione
- Charles Mingus – contrabbasso
- George Adams – sassofono tenore
- Marcus Belgrave – tromba
- Don Pullen – piano
- Dannie Richmond – percussioni
- Jack Walrath – tromba
- Jackie Paris – voce

### Personale tecnico
- Nesuhi Ertegün – produttore esecutivo
- David Gahr – Fotografia
- Nat Hentoff – note di copertina
- Sy Johnson – Arrangiatore
- İlhan Mimaroğlu – produttore, remixing
- Gene Paul – ingegnere, remastering
- Paula Scher – design copertina
- Bobby Warner – Remixing